# Massingy (Côte-d’Or)
Massingy ist eine französische Gemeinde mit 172 Einwohnern (Stand 1. Januar 2022) im Département Côte-d’Or in der Region Bourgogne-Franche-Comté. Sie gehört zum Kanton Châtillon-sur-Seine und zum Arrondissement Montbard. 
Sie grenzt im Nordwesten an Vannaire, im Norden an Chaumont-le-Bois, im Nordosten an Mosson, im Südosten an Prusly-sur-Ource, im Süden an Châtillon-sur-Seine und im Südwesten an Montliot-et-Courcelles.

## Bevölkerungsentwicklung
| Jahr                       | 1962 | 1968 | 1975 | 1982 | 1990 | 1999 | 2008 | 2015 |
| -------------------------- | ---- | ---- | ---- | ---- | ---- | ---- | ---- | ---- |
| Einwohner                  | 125  | 125  | 145  | 116  | 130  | 150  | 161  | 155  |
| Quellen: Cassini und INSEE |      |      |      |      |      |      |      |      |